# Desa Cikoneng (administrativ by i Indonesien, Jawa Barat, lat -7,07, long 107,48)
Desa Cikoneng är en administrativ by i Indonesien.   Den ligger i provinsen Jawa Barat, i den västra delen av landet, 120 km sydost om huvudstaden Jakarta.